# Горня Брчковина
Горня Брчковина (хорв. Gornja Brckovčina) — населений пункт у Хорватії, у Копривницько-Крижевецькій жупанії у складі міста Крижевці.

## Населення
Населення за даними перепису 2011 року становило 160 осіб.
Динаміка чисельності населення поселення: